# Giorni felici (film 1943)
Giorni felici è un film del 1943 diretto da Gianni Franciolini

## Trama
Un aviatore, Michele, per un guasto al motore del proprio aereo, è obbligato a fare un atterraggio di fortuna nei pressi di una villa abitata da un gruppo di giovani, in continue schermaglie d'amore. L'improvviso arrivo del maturo pilota porta lo scompiglio soprattutto negli animi delle giovani ragazze e suscita l'immediata gelosia dei ragazzi.
L'aviatore passa una giornata intera nella villa in attesa che il guasto venga riparato da due meccanici chiamati sul posto, assistendo divertito alle liti dei giovani che alla fine decideranno del loro futuro con una promessa di matrimonio tra Oliviero e Marianna e tra Franca e Leonardo. Alla fine della giornata il motore viene rimesso in condizione di funzionare e il pilota riprenderà la via del cielo seguito da terra dallo sguardo malinconico della giovane Maria, rimasta in disparte a rincorrere i suoi sogni.

## La critica
« Il chiasso, il brio il rumore non bastano a far sì che una pellicola dia diletto ed emozione, ora non so se in Giorni felici ci sia più baccano o più intelligenza ma è certo che si tratta di un film dove le grida, le esclamazioni, le risate sono fragorose a tal punto che la concitazione sembra soverchiare i sentimenti. La commedia originale è molto poetica ma Franciolini ha preferito voltarla al comico. Ad ogni modo il film con i suoi aeroplani, i baci, le sorprese e le bizze e una di quelle pellicole che per le quali davanti alle sale, nei pomeriggi festivi si farà la fila. Di Franciolini si parlerà simpaticamente di lui se non alla Biblioteca Vittorio Emanuele, al Lido di Ostia...» Diego Calcagno in Film del 20 marzo 1943.

## Produzione
Prodotto da Nicola Naracci e Angelo Mosco, tratto dalla commedia teatrale Les Jours Hereux di Puget, il film fu girato nell'estate del 1942 presso gli studi della S.A.F.A. a Via Mondovì 33 a Roma, per uscire nelle sale all'inizio del 1943.